# Romain Cannone
Romain Cannone (Boulogne-Billancourt, 12 de abril de 1997) es un deportista francés que compite en esgrima, especialista en la modalidad de espada.
Participó en los Juegos Olímpicos de Tokio 2020, obteniendo una medalla de oro en la prueba individual.
Ganó cuatro medallas en el Campeonato Mundial de Esgrima, en los años 2022 y 2023, y dos medallas en el Campeonato Europeo de Esgrima, en los años 2022 y 2024.

## Palmarés internacional
| Juegos Olímpicos   | Juegos Olímpicos  | Juegos Olímpicos  | Juegos Olímpicos   |
| Año                | Lugar             | Medalla           | Prueba             |
| ------------------ | ----------------- | ----------------- | ------------------ |
| 2020               | Tokio (Japón)     | Medalla de oro    | Espada individual  |
| Campeonato Mundial |                   |                   |                    |
| Año                | Lugar             | Medalla           | Prueba             |
| 2022               | El Cairo (Egipto) | Medalla de oro    | Espada individual  |
| 2022               | El Cairo (Egipto) | Medalla de oro    | Espada por equipos |
| 2023               | Milán (Italia)    | Medalla de plata  | Espada por equipos |
| 2023               | Milán (Italia)    | Medalla de bronce | Espada individual  |
| Campeonato Europeo |                   |                   |                    |
| Año                | Lugar             | Medalla           | Prueba             |
| 2022               | Antalya (Turquía) | Medalla de bronce | Espada por equipos |
| 2024               | Basilea (Suiza)   | Medalla de oro    | Espada por equipos |